# Theo Smit
Theo Smit   (Amsterdam, 5 d'abril de 1951 - Zwanenburg, 20 de juliol de 2023) va ser un ciclista neerlandès, que fou professional entre 1974 i 1989. Els seus principals èxits esportius foren dues victòries d'etapa al Tour de França de 1975, i dues més a la Volta a Espanya de 1976.
Va combinar el ciclisme en carretera amb el ciclisme en pista, on aconseguí quatre campionats nacionals en diferents especialitats.
El seu fill Dennis també s'ha dedicat al ciclisme.

## Palmarès en ruta
- 1974
  - 1r a la Ronde van Noord-Holland
- 1975
  - Vencedor de 2 etapes al Tour de França
  - Vencedor d'una etapa a la Volta als Països Baixos
- 1976
  - Vencedor de 2 etapes a la Volta a Espanya
  - Vencedor de 4 etapes a la Volta a Llevant
- 1983
  -  Campió dels Països Baixos de contrarellotge per equips

### Resultats al Tour de França
- 1975. Abandona (10a etapa). Vencedor de 2 etapes
- 1977. Abandona (14a etapa)

### Resultats a la Volta a Espanya
- 1975. Fora de control (10a etapa)
- 1976. Abandona (11a etapa). Vencedor de 2 etapes

### Resultats al Giro d'Itàlia
- 1975. Abandona (5a etapa)

## Palmarès en pista
- 1976
  -  Campió dels Països Baixos de ciclisme dels 50 km
- 1980
  -  Campió dels Països Baixos de ciclisme de velocitat
- 1984
  -  Campió dels Països Baixos de ciclisme de puntuació
- 1985
  -  Campió dels Països Baixos de ciclisme de keirin